# Kabinett Repše
Das Kabinett Repše war die zehnte Regierung Lettlands nach der Unabhängigkeit 1990. Es amtierte vom 7. November 2002 bis zum 9. März 2004.

## Kabinettsmitglieder
| Ressort                                           | Name                          | Partei                         | Partei    | Amtszeit                           |
| ------------------------------------------------- | ----------------------------- | ------------------------------ | --------- | ---------------------------------- |
| Ministerpräsident                                 | Einars Repše                  |                                | JL        | 7. November 2002 – 9. März 2004    |
| Stellvertretender Ministerpräsident               | Ainārs Šlesers                |                                | LPP       | 7. November 2002 – 26. Januar 2004 |
| Stellvertretender Ministerpräsident               | Einars Repše (kommissarisch)  |                                | JL        | 26. Januar 2004 – 9. März 2004     |
| Verteidigungsminister                             | Ģirts Valdis Kristovskis      |                                | TB/LNNK   | 7. November 2002 – 9. März 2004    |
| Außenministerin                                   | Sandra Kalniete               |                                | parteilos | 7. November 2002 – 9. März 2004    |
| Wirtschaftsminister                               | Juris Lujāns                  |                                | LPP       | 7. November 2002 – 29. Januar 2004 |
| Wirtschaftsminister                               | Ivars Gaters (kommissarisch)  |                                | JL        | 30. Januar 2004 – 9. März 2004     |
| Finanzminister                                    | Valdis Dombrovskis            |                                | JL        | 7. November 2002 – 9. März 2004    |
| Innenminister                                     | Māris Gulbis                  |                                | JL        | 7. November 2002 – 9. März 2004    |
| Minister für Bildung und Wissenschaft             | Kārlis Šadurskis              |                                | JL        | 7. November 2002 – 9. März 2004    |
| Kulturministerin                                  | Inguna Rībena                 |                                | JL        | 7. November 2002 – 9. März 2004    |
| Sozialministerin                                  | Dagnija Staķe                 |                                | LZS       | 7. November 2002 – 9. März 2004    |
| Minister für regionale Entwicklung und Kommunen   | Ivars Gaters                  |                                | JL        | 16. Januar 2003 – 9. März 2004     |
| Verkehrsminister                                  | Roberts Zīle                  |                                | TB/LNNK   | 7. November 2002 – 9. März 2004    |
| Justizminister                                    | Aivars Aksenoks               |                                | JL        | 7. November 2002 – 9. März 2004    |
| Gesundheitsminister                               | Āris Auders                   |                                | JL        | 16. Januar 2003 – 20. März 2003    |
| Gesundheitsminister                               | Einars Repše (kommissarisch)  |                                | JL        | 20. März 2003 – 10. April 2003     |
| Gesundheitsministerin                             | Ingrīda Circene               |                                | JL        | 10. April 2003 – 9. März 2004      |
| Minister für Umweltschutz und Regionalentwicklung | Raimonds Vējonis              |                                | LZP       | 7. November 2002 – 16. Januar 2003 |
| Umweltminister                                    | Raimonds Vējonis              | 16. Januar 2003 – 9. März 2004 | LZP       |                                    |
| Landwirtschaftsminister                           | Mārtiņš Roze                  |                                | LZS       | 7. November 2002 – 9. März 2004    |
|                                                   |                               |                                |           |                                    |
| Minister für besondere Angelegenheiten            |                               |                                |           |                                    |
| Regionale Entwicklung und Kommunen                | Ivars Gaters                  |                                | JL        | 7. November 2002 – 16. Januar 2003 |
| Gesundheit                                        | Āris Auders                   |                                | JL        | 7. November 2002 – 16. Januar 2003 |
| Kinder und Familie                                | Ainars Baštiks                |                                | LPP       | 7. November 2002 – 29. Januar 2004 |
| Kinder und Familie                                | Dagnija Staķe (kommissarisch) |                                | LZS       | 30. Januar 2004 – 9. März 2004     |
| Soziale Integration                               | Nils Muižnieks                |                                | LPP       | 7. November 2002 – 29. Januar 2004 |
| Soziale Integration                               | Aivars Aksenoks               |                                | JL        | 30. Januar 2004 – 9. März 2004     |

## Parteien
|  | Partei                               |
|  | ------------------------------------ |
|  | Neue Ära (JL)                        |
|  | Lettlands erste Partei (LPP)         |
|  | Grüne Partei Lettlands (LZP)         |
|  | Bauernverband Lettlands (LZS)        |
|  | Für Vaterland und Freiheit (TB/LNNK) |